# Bánokszentgyörgy
Bánokszentgyörgy es un pueblo ubicado en el condado de Zala, Hungría.

## Superficie
Posee una superficie de 32,54 kilómetros cuadrados.

## Demografía
Hasta 2021 la población era de 592 habitantes, con una densidad de población de 18,19 habitantes por kilómetro cuadrado. En 2011 el 88,5% de la población estaba conformada por húngaros y la religión predominante era el catolicismo.